# RKK Energuia
Pour les articles homonymes, voir RKK.

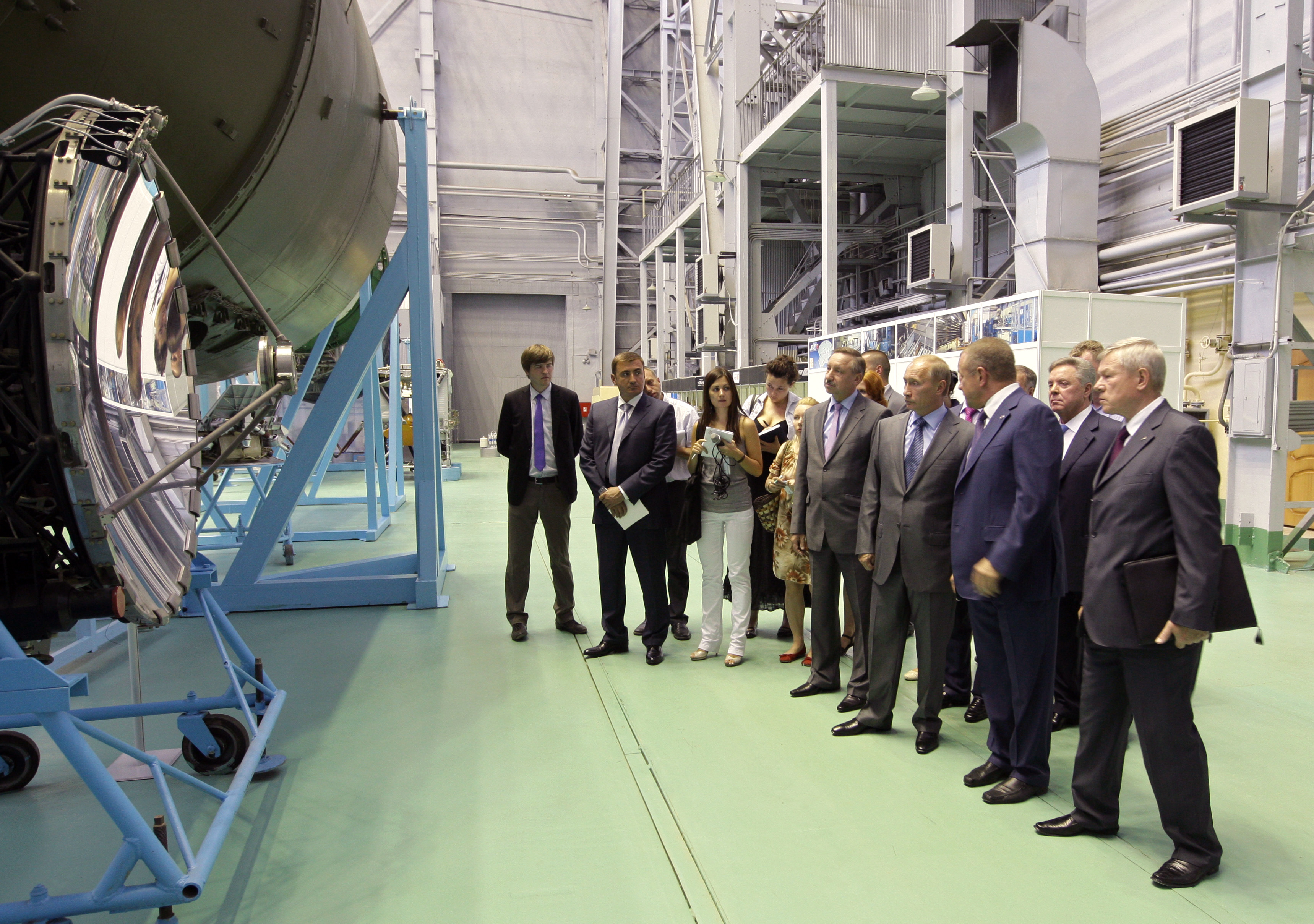
Le premier ministre russe Vladimir Poutine en visite dans les locaux de l'entreprise en 2010.

RKK Energuia (en russe : Ракетно-космическая корпорация « Энергия » им. С. П. Королёва, Raketno-kosmitcheskaïa korporatsia « Energuia » im. S. P. Koroliova), est la plus importante des sociétés russes du secteur spatial. Elle conçoit et réalise des véhicules spatiaux, fusées, missiles ainsi que les modules des stations spatiales. Son origine remonte à la création en 1946 au sein de l'Institut de recherches scientifiques TsNIIMash du bureau d'études OKB-1 placé sous la direction de Sergueï Korolev, qui deviendra le père de l'astronautique soviétique. Sergueï Korolev est chargé de mettre sur pied le programme de missiles balistiques à longue portée soviétiques. En exploitant la compétence acquise dans la mise au point des missiles et les capacités du missile intercontinental R-7, Korolev et ses ingénieurs mettent au point successivement la première fusée capable de placer une charge utile en orbite, le premier satellite artificiel, la première sonde spatiale interplanétaire et le premier vaisseau avec équipage. L'OKB-1 devient rapidement une entreprise jouant un rôle central dans l'épopée spatiale soviétique des années 1960. Le principal établissement de RKK Energia se situe à Korolev dans la banlieue de Moscou.

## Historique
Energuia est à l'origine un des bureaux d'études de l'Institut de recherches scientifiques TsNIIMash, un centre de recherche de l'Union soviétique créé le 16 mai 1946 par Staline pour mettre au point les missiles balistiques et les missiles de croisière en partant des travaux réalisés par les Allemands durant la Seconde Guerre mondiale. Le service de ce centre le plus connu est l'OKB-1, moteur de la conquête spatiale soviétique, dirigée par l'ingénieur Sergueï Korolev (de 1946 à 1966) puis par son second Vassili Michine (jusqu'en 1974). Ce bureau sera par la suite renommé en TsKBEM, puis, en 1974, transformé en société privée sous l'appellation RKK Energuia et dirigée par Valentin Glouchko (jusqu'en 1989). La société sera renommée Korolev RSC Energuia avant de prendre le nom actuel. Après Glouchko, Energuia sera dirigée par Youri Semenov (de 1989 à 2005), Nikolai Sevastianov (en) (de 2005 à 2007), puis par Vitali Lopota.

## Établissements
Les principales installations de RKK Energuia sont situées à Korolev dans la banlieue de Moscou.

## Réalisations

### Missiles
IRBM et ICBM, porteurs de charges nucléaires, incluant des fusées météorologiques et leurs modifications : R-1, R-1A, R-1B, R-1V, R-1D, R-1E, R-5, R-5M, R-11, R-11A, R-11FM, R-7 (lanceur de Spoutnik 1, premier satellite lancé par l'homme), R-9, et RT-2P ;

### Engins spatiaux
- Lanceur Vostok.
- Lanceur Molnia.
- Lanceur Soyouz.
- Programme lunaire habité soviétique.
- Lanceur Energuia.
- Module spatiaux Kvant-1, Kvant-2.
- Lanceur Avrora.
- Lanceur Zenit dans le cadre du consortium Sea Launch.

### Satellites
- Spoutnik, dont Spoutnik 1 qui fut le premier satellite lancé par l'homme.
- Elektron.
- Zenit.
- Molnia.
- Signal.
- Yamal.

### Sondes spatiales
- Programme Luna.
- Programme Venera (Vénus).
- Programme Mars.
- Programme Zond (Lune).

### Vaisseau de ravitaillement
- Progress.
- Parom (en), futur remplaçant de Progress.

### Vaisseaux habités
- Vostok, utilisé par le premier homme dans l'espace, Youri Gagarine.
- Voskhod.
- Soyouz et version T, TM et TMA.
- Bourane.

### Stations spatiales
- Saliout.
- Mir.
- Station spatiale internationale.

### Expédition lunaire habitée
- Projet abandonné avec le module atterrisseur LK et lanceur N1, du programme lunaire habité soviétique (1955-1974).
- projet abandonné de module lunaire LEK (1974).
- Soyouz ACTS pour des missions lunaires habitées (2012-...).
- Kliper, projet de navette spatiale pour mission orbitale et lunaire.
- Projet de base lunaire pour 2015, avec extraction industrielle d'hélium 3 en 2020[4].